# Beilschmiedia zahnii
Espèce
Synonymes
- Tylostemon zahnii Krause[1]

Beilschmiedia zahnii est une espèce de plantes à fleurs de la famille des Lauraceae et du genre Beilschmiedia selon la classification phylogénétique.

## Découverte et description
Beilschmiedia zahnii est une plante endémique du Cameroun.